# Бре
 Тази статия е за града в Белгия.  За селото в Словения вижте Бре (Словения).  
Бре (на нидерландски: Bree) е град в Североизточна Белгия, окръг Маасейк на провинция Лимбург. Намира се на 11 km северозападно от град Маасейк. Населението му е около 14 500 души (2006).
Възможно е в Бре да е роден художникът Питер Брьогел Стария (1525 – 1569). В града живее тенисистката Ким Клейстерс (р. 1983). Футболистът Тибо Куртоа е роден в града (1992).